# Tríptico da Paixão de Cristo (Metsys)
O Tríptico da Paixão de Cristo é um tríptico de pinturas a óleo sobre madeira de carvalho, pintado cerca de 1514-17 pelo pintor flamengo da época da renascença Quentin Metsys, que esteve originalmente na sala do capítulo do Mosteiro de Santa Clara-a-Velha e cujos painéis remanescentes se encontram actualmente no Museu Nacional Machado de Castro, em Coimbra.
Do Tríptico subsistem os dois painéis laterais e um fragmento do painel central. Os temas das faces internas destes dois painéis, a Flagelação do lado esquerdo e Ecce Homo do lado direito, conjugados com a imagem da Virgem Dolorosa que se observa no fragmento, permitiram identificar a temática geral do Tríptico como a da Paixão de Cristo, conclusão reforçada com a comparação com outros Calvários do mesmo Pintor. A posição da cabeça e das mãos da Virgem Maria do fragmento são idênticas às da sua representação noutra obra de Metsys, Pietà, que está no Museu do Louvre em Paris.
Desconhece-se o que provocou a destruição parcial do painel central do Tríptico, sendo uma hipótese plausível a de ter estado sempre encostado a uma parede muito húmida, mas em que os volantes fechados ou parcialmente abertos ficariam afastados da parede e assim terem resistido melhor.
O alongamento das formas e exagero das expressões das figuras humanas desta obra traduz a adesão moderada de Metsys e da sua oficina à nova estética – La nuova maniera – vinda de Itália, alterando os cânones da arte renascentista.

## Descrição
Do Tríptico da Paixão, que ao centro teria o Calvário, conservam-se os painéis laterais, tratando o do lado esquerdo - a Flagelação - a humilhação infligida a Cristo pelos romanos e, no lado direito, - o Ecce Homo -  a infligida pelos judeus. O Tríptico, como era usual no tempo, estava também pintado no exterior, podendo ver-se, quando fechado, a Anunciação, que é o primeiro momento da vida terrena de Cristo, em grisalha, em tons de branco, cinza e rosa. Os temas e as dimensões das figuras, e a posição da cabeça e das mãos da Virgem Maria conservada no fragmento que chegou ao presente, parecem justificar a conjectura de se tratar do Calvário.

### Painel esquerdo -Flagelação de Cristo
Flagelação de Cristo é o painel esquerdo do Tríptico da Paixão de Cristo, mede 191 cm de altura e 92 cm de largura e representa o episódio bíblico da Flagelação de Cristo.
Em primeiro plano e ao centro, Cristo está preso a uma coluna que divide verticalmente a composição. Com os braços presos atrás do corpo, Cristo está atado à coluna por cordas ao nível da cintura e dos pés, envergando somente uma faixa estreita de pano abaixo da cintura. Estão dois algozes a atacá-lo, um puxando os cabelos e o outro a vergastá-lo, havendo vários assistentes, todos com feições deformadas  típicas das pinturas de Metsys desta fase, incluindo Pilatos, à esquerda da coluna.
Por cima do arco que prolonga o campo de visão para o exterior da sala onde decorre a tortura nota-se um pequeno tondo em relevo emoldurado por uma coroa de ramos e flores que contrasta com a monocromia do próprio medalhão, o que comprova a influência da Renascença Italiana na obra de Metsys.
No reverso do painel, em grisalha, está pintado o Arcanjo São Gabriel, que faz par com a imagem da Virgem Maria do reverso do outro painel lateral. O Arcanjo está de pé voltado para a direita, com o braço esquerdo levantado em gesto de anunciar à Virgem a chegada do Filho de Deus, segurando na mão direita o bastão de mensageiro. Veste túnica apertada na cintura, coberta por manto. Os cabelos e os joelhos ligeiramente flectidos indicam a sua chegada recente. O enquadramento arquitectónico do arco em ogiva é semelhante ao do reverso do outro painel lateral.

### Painel central -Calvário
O fragmento de pintura a óleo sobre madeira de forma ovalada com o busto da Virgem Maria faria parte supostamente do painel central, o Calvário, do Tríptico da Paixão de Cristo. A Virgem Maria está em posição frontal, com a cabeça ligeiramente inclinada para a esquerda, os olhos semi-cerrados e semblante triste, cruzando as mãos sobre o peito, num gesto simultâneo de dor e resignação. Tem na cabeça um véu branco coberta pelo manto com orla dourada.
A hipótese da ligação deste fragmento aos dois painéis sobreviventes do Tríptico da Paixão de Cristo foi proposta por José de Figueiredo em 1931  e desde aí geralmente aceite, designadamente porque representa a Virgem do Calvário, ou Mater Dolorosa, iconografias associadas à Paixão de Cristo. Os temas do conjunto, incluindo as imagens do anverso sugerem que a representação central fosse um Calvário. Assim, a Anunciação, o primeiro momento da vida terrena de Cristo, representada nos reversos dos volantes, e o Calvário, no painel central, o fim da Sua vida terrena.
Nas costas do fragmento foi insrito e pintado um texto de acção de graças à Virgem que transformou este fragmento em ex-voto: “ESTA OB[R]A MANDOU FAZE[R] À S[E]N[HO]R[A] D. M[ARIA]: PR[I]V[RE]ZA À SVA CVSTA EM A[SSA]M E GRASSAS. POR A […] LIVRADO 4R […]S: DA MORTE […] DE […]”. A obra referida consistiu em afeiçoar a tábua e retocar a pintura, de modo a produzir um ex-voto de forma ovalada. Embora se desconheça a data exata do episódio, presume-se, pelo desenho da letra, que ele ocorreu no século XVII.
A forma actual do fragmento é um falso oval, pois a extremidade direita é uma tira pertencente a uma zona inferior da orla do manto da Virgem como facilmente se depreende do bordado fingido a ouro. Os repintes grosseiros, na cor e na pincelada, em vários pontos, mostram que a obra referida no verso do fragmento, o ex-voto da prioreza, mais não foi do que o aproveitamento de uma parte de uma obra de arte grandemente destruida por humidade, ou inundação.

### Painel direito -Ecce Homo
O Ecce Homo é o painel direito do Tríptico da Paixão de Cristo, mede 191 cm de altura e 92 cm de largura e representa o episódio bíblico do Ecce Homo.
Numa varanda em segundo plano, Cristo com a coroa de espinhos e uma corda ao pescoço que lhe prende as mãos cruzadas junto ao peito é apresentado à multidão por Pilatos que está protegido por dois soldados do seu lado direito e por um terceiro que está atrás de que se vê apenas o capacete e a alabarda. Cristo tem ainda sobre o corpo um manto apertado ao pescoço com atilhos que se abre deixando ver o tronco nu e a parte superior do pano que lhe cobre o abdómen. Em primeiro plano, ocupando a metade inferior da composição, estão cinco populares (fariseus) de braços erguidos injuriando Cristo.
Num plano mais afastado, do lado esquerdo, adivinha-se um grupo de soldados pelas pontas das lanças e dos pendões. O acrónimo «SPQR» (Senatus Populus Que Romanus), nome oficial do Império Romano inscrito nos estandartes das suas legiões, está pintado a dourado sobre um fundo vermelho num escudo de forma triangular, seguro por um leão de pedra que se encontra na esquina da varanda onde estão Cristo e Pilatos. Por detrás deles, em fundo, o campanário copiado, num registo algo anacrónico, do da Catedral de Antuérpia.
No reverso, em grisalha, está pintada a Virgem da Anunciação, de pé, em posição frontal e orante, com cabelos longos e ondulados a cair sobre o manto que cobre uma túnica simples e ampla com decote triangular. Tem junto a si um móvel com tampa inclinada onde está pousado um livro e por cima a enquadrar a composição um arco em ogiva.

## Autor e encomenda
Quentin Metsys nasceu em Lovaina, em 1466, mas criou uma oficina que foi uma das mais consideradas e produtivas do seu tempo em Antuérpia. Por outro lado, as ligações políticas e comerciais que Portugal mantinha com os Países Baixos ao longo do século XV foram intensificadas por D. Manuel I ao instalar a Feitoria Portuguesa de Antuérpia. Ora o conhecimento da importante guilda de pintores nesta cidade, e os enormes réditos da expansão marítima portuguesa em curso permitiram a importação de pinturas flamengas, e mesmo a contratação de pintores, quer por iniciativa da casa real, quer por aquisição por altos clérigos, de nobres e de negociantes abastados portugueses.
O gosto dos portugueses pela pintura da Flandres foi duradouro e Quentin Metsys foi um dos mestres preferidos pelo mecenato real, o que teve uma forte influência sobre os próprios artistas nacionais que, direta ou indiretamente, o procuraram seguir. Sabe-se, por exemplo, que em 1504 tinha na sua oficina o português Eduardo que chegou a mestre registado na confraria de S. Lucas de Antuérpia.
Um exemplo desse apreço foi a encomenda que D. Manuel I fez do Tríptico da Paixão de Cristo para o Convento das Clarissas de Coimbra, obra que exerceu forte influência, mesmo uma década depois, na concepção do Políptico do Mosteiro de Santa Cruz por Cristóvão de Figueiredo, um dos melhores pintores portugueses do seu tempo e o que mais se aproximou da obra de Metsys, e bem assim do Tríptico da Paixão.